# Doncaster
Doncaster er en by og en storbykommune (Metropolitan Borough of Doncaster) i grevskabet South Yorkshire i det nord-centrale England, med et indbyggertal (pr. 2001) på cirka 100.000. Byens historie startede i det 1. århundrede, da romerne grundlagde et fort på byens nuværende placering, og gav det navnet Danum.
Doncaster er hjemby for fodboldklubben Doncaster Rovers F.C.
53°31′N 1°7′V / 53.517°N 1.117°V
Doncaster er hjemby til popstjernen Louis Tomlinson, som var en af de fem medlemmer i One Direction. 

- Wikimedia Commons har flere filer relateret til Doncaster